# Родни Стоун
«Ро́дни Сто́ун» (англ. Rodney Stone) — исторический роман Артура Конана Дойла, опубликованный в 1896 году. Основное действие романа разворачивается в мире боксёрских боёв в Англии в период Наполеоновских войн.

## Сюжет
Книга представляет собой воспоминания пожилого моряка Родни Стоуна о своём детстве и юности. Мальчик вырос в сельской местности, в Суссексе, но в возрасте семнадцати лет был приглашен в Лондон своим дядей, сэром Чарльзом Треджеллисом, уважаемым джентльменом, законодателем моды, который был знаком с важнейшими лицами Великобритании. События романа, основными персонажами которого являются профессиональные бойцы на ринге и их высокородные покровители-«коринфяне», разворачиваются в Англии в последние годы перед Трафальгарской битвой и заканчиваются сценой, в которой герой-рассказчик и его отец готовятся к поступлению на флот под командованием лорда Нельсона. Помимо спортивной составляющей и широкого исторического фона, фабула включает ряд атрибутов авантюрного романа для широкой публики, среди которых дом с привидениями, ложное обвинение в убийстве, растленный аристократ и племянник кузнеца, оказавшийся сыном лорда.
«Родни Стоун» — одно из первых произведений мировой литературы, посвященных миру спорта, в частности боксу. В романе упоминаются или даже принимают участие такие известные боксеры, как Джем Белчер, Джон Джексон, Даниэль Мендоза и другие, а его кульминация представляет собой описание боя между Крабом Уилсоном и Чемпионом Харрисоном в присутствии 30 тысяч зрителей. Также в сюжет включен целый ряд известных общественных и политических деятелей, таких как Георг, принц Уэльский, Горацио Нельсон, сэр Джон Лейд, лорд Кокрейн, Чарльз Джеймс Фокс, Ричард Шеридан и Бо Браммелл. Современники романа и более поздние литературоведы отмечали, что исторические фигуры в романе менее выразительны, чем образы боксёров, но придают роману значительность, создавая атмосферу исторического периода.

## Создание и публикация
Артур Конан Дойл был поклонником бокса; хотя к его эпохе уже были приняты правила маркиза Куинсберри, предписывавшие ведение боёв в перчатках, его интерес привлекали более жестокие бои конца XVIII — начала XIX века, когда участники выходили на ринг с голыми руками. Когда Дойл начал создание произведений о начале XIX века, он счёл возможным обратиться и к теме бокса. Работу над романом о боксе Дойл вёл во время путешествия по Швейцарии. Он начал роман, находясь в деревне Ко (кантон Во), а о его завершении писал матери 7 сентября 1895 года из Малои. Схожий материал лежит в основе поставленной в 1910 году пьесы «Дом Темперлей» (экранизирована Альфредом Хичкоком в 1927 году как «Ринг») и, поскольку пьеса увидела свет значительно позже романа, традиционно считалось, что она представляла собой его адаптацию. Но существуют указания, в том числе в письмах самого Дойла, на то, что работа над пьесой о боксе началась ещё до начала работы над романом.
Дойл рассматривал бокс как проявление мужества и бойцовского духа демократической Англии, позволившее ей противостоять диктатуре «генерала Буонапарте» и, не прибегая к введению воинской обязанности, на равных сражаться с армией страны, где под ружьё поставлен каждый гражданин. По его мнению, дух британской нации закалялся в боях голыми руками на ринге; можно спорить, была ли битва при Ватерлоо выиграна на спортивных полях Итона, но победа при Трафальгаре была подготовлена на боксёрском ринге.
Дойл писал матери, что роман содержит сцены из числа лучших, когда-либо им написанных, и он ожидает, что публика примет его с восторгом. Издатели не были столь уверены в успехе: интерес к боксу в эти годы переживал в Англии спад, и эта тема не выглядела подходящей для бестселлера. Но популярность Дойла как автора к середине 90-х годов была столь велика, что высокий тираж любого издания с его именем на обложке был практически гарантирован, и поэтому редакция журнала Strand Magazine сочла возможным пойти на этот риск. В 1896 году роман вышел с продолжениями в журнальном формате и уже в том же году был издан отдельной книгой.

## Оценки
Критика в целом восприняла роман доброжелательно, и один из рецензентов даже назвал его «лучшим повествованием о боксе в истории», но были и негативные отзывы; в частности, будущий известный пародист и карикатурист Макс Бирбом обрушился на автора с уничтожающей критикой. Бирбом называл Дойла «доктором в очках в золотой оправе», неспособным преодолеть своё хорошее воспитание, что необходимо для создания произведения о боксе. По мнению Бирбома, слабый сюжет оживлялся только на первых и последних страницах романа, а автору недоставало знаний и опыта в соответствующей области. Дойл ответил Бирбому также в печати, указав, что тот и сам не обладает нужными знаниями об историческом периоде, описанном в романе. Письменная перепалка Бирбома и Дойла на страницах журнала тянулась некоторое время, забавляя читателей.
Впоследствии Конан Дойл упоминал роман «Родни Стоун» как свою заслугу в возрождении в Англии интереса к боксу, который в свою очередь, как во время Наполеоновских войн, помог нации в новой большой войне. По словам Дойла, вместе с Британией на этот раз польза была принесена и Франции, ставшей её союзницей и перенявшей британский интерес к спорту.